# Giovanni Paolo Colonna
Giovanni Paolo Colonna (16. června 1637, Bologna – 28. listopadu 1695, Bologna) byl italský varhaník, varhanář, hudební skladatel a pedagog.

## Život
Colonna se narodil 16. června 1637 v Bologni, v té době druhém největším městem Papežského státu po Římu. Byl třetí ze čtyř bratrů v rodině pěti dětí. Jeho otec byl Antonio Colonna (cca 1600–1666), známý stavitel varhan. Giovannimu otci se přezdívalo Dal Corno a byl adoptivním synem Stefana Colonny, člena početné a úspěšné rodiny varhanářů působící v centrální a severní Itálii již od předcházejícího století.
V rodině získal vzdělání jako stavitel varhan a ve hře na varhany byl žákem místního varhaníka Agostina Filippuzziho. Od roku 1656 studoval v Římě . Jeho učiteli byli Antonio Maria Abbatini, Orazio Benevoli a Giacomo Carissimi. Nějaký čas působil jako varhaník v papežské koleji Pontificium Collegium Germanicum et Hungaricum de Urbe. V září roku 1658 se vrátil do svého rodného města a stal se varhaníkem v bazilice sv. Petra. Začínal jako 2. varhaník a postupně se vypracoval, takže v listopadu 1674 se na základě konkurzu stal hlavním kapelníkem. V letech 1666–1688 byl, stejně jako předtím jeho otec, odpovědný za údržbu a ladění varhan.
V letech 1680–1694 byl v pravidelném styku s modenským vévodou Francescem II. d'Este, pro nějž komponoval oratoria a pomáhal při konstrukci varhan. Jinými prominentními patrony skladatele byli parmský vévoda Ranuccio II. Farnese a rodina Medici z Florencie, pro něž psal světské kantáty.
V roce 1694 cestoval do Říma aby diskutoval teoretické hudební problémy. Při té příležitosti mu papež Inocenc XII. nabídl místo kapelníka v bazilice sv. Petra. Colonna tuto nabídku, patrně ze zdravotních důvodů, nepřijal. Zemřel v Bologni následujícího roku.
Byl zakládajícím členem Accademia dei Filarmonici, čtyřikrát byl zvolen jejím prezidentem. Jako pedagog vychoval řadu znamenitých žáků. Byli mezi nimi např.: Giovanni Bononcini, Antonio Maria Bononcini, Giuseppe Felice Tosi, Francesco Gasparini a Francesco Antonio Urio a Giovanni Carlo Clari. Poslední dva měli později vliv na hudební vývoj Georga Friedricha Händela.

## Dílo
Giovanni Paolo Colonna vytvořil velké množství chrámové vokální hudby (mše, žalmy, moteta, litanie, antifony, requiem, lamentace), včetně 13 oratorií, z nichž osm se dochovalo. Zkomponoval více než sto těchto skladeb a jejich rukopisy jsou uchovávány v knihovnách v Bologni, Modeně, Londýně, Oxfordu. Nejrozsáhlejší sbírka je ve Vídni. Císař Leopold I. obdržel vždy kopii každého Colonnova chrámového díla, takže v Rakouské národní knihovně je uloženo 83 těchto prací. Je považován za jednoho z předních italských církevních hudebníků své doby.

### Opery
- Le contese di Pallade e Venere (Bologna, 1666)
- L'alloro trionfato (Bologna, 1672)
- Olocausto d'encomi (Bologna, 1672)
- Le stelle combattute dagli elementi (Ferrara, 1676)
- Pelope e Ippodamia (Bologna, 1678)
- Amilcare di Cipro (Bologna, 1692)

### Oratoria
- Il trionfo della fede (ve spolupráci s F. Pratichistou a G. B. Vitalim; Bologna, 1672; ztraceno)
- La morte di sant'Antonio da Padova (Bologna, 1676; ztraceno)
- Il Sansone (Bologna, 1677; ztraceno)
- Santa Teodora (Bologna, 1678; ztraceno)
- Il transito di san Giuseppe (Bologna, 1678)
- Salomone amante (Bologna, 1679)
- San Basilio (Bologna, 1679; ztraceno)
- Tre Magi (Bologna, 1682; ztraceno)
- Giudith aneb Bettuglia liberata (Modena, 1684; ztraceno)
- Absalone (Modena, 1684)
- Il Mosè legato di Dio e liberatore del popolo ebreo (Modena, 1686)
- La profezia d'Eliseo nell'assedio di Samaria (Modena, 1686)
- La caduta di Gierusalemme sotto l'imperio di Sedecia ultimo re d'Israelle (Modena, 1688)
- Giuliano apostata (Modena, 1694; ztraceno)